# Лаврівський Юліан Григорович
 Юліян (Юліа́н) Григорович Лаврі́вський (27 серпня 1819 — 5 травня 1873, Львів) — український галицький суддя, культурний і політичний діяч, народовець, у 1848 — член «Руського Собору» і «Собору руських учених». Його стрийком був о. Іван Лаврівський.

## Життєпис
Народився 27 серпня 1819 року в селі Мшана поблизу Дуклі на Лемківщині в сім'ї греко-католицького пароха, почесного каноніка перемиського о. Григорія Лаврівського гербу Сас та його дружини Юстини Пацлавської. Адам Бонецький вказував, що Григорій Лаврівський мав ще п'ятеро дітей (Антіна, о. Івана (парох с. Одрехова), о. Йосифа (парох м. Комарне), Омеляна, о. Діонісія (парох с. Себечів), був сватом когось з митрополитів Сембратовичів. Його стрийком був о. Іван Лаврівський.
Навчався в Перемишлі в цісарсько-королівській гімназії і на філософських студіях, закінчення яких дозволяло вступити до університету. Закінчив правничий факультет Львівського університету, після цього до 1848 року вже працював у крайовому суді у Львові. З 1855 року актуар Самбірського суду, згодом радник Вищого крайового суду.
Один з піонерів українського національного відродження, ініціатор перенесення польської концепції «органічної праці» на український ґрунт.
Засновник і довголітній голова товариства «Руська Бесіда» (1861 р.) і його театру (1864 р.), голова товариства «Просвіта» (1870—1873 роки).
У 1861, 1867 роках Ю. Лаврівський був обраний послом Галицького сейму (від IV курії округу Самбір — Старе Місто — Стара Сіль, входив до складу «Руського клубу»), віцемаршалок, член Крайової управи Галицького сейму (з 1869 р.), заступник члена Крайової управи (1867—1868 роки). 1870 року був обраний послом Галицького сейму від III курії округу Стрий — Сколе, не входив до складу «Руського клубу»), з 1870  був його віцемаршалком.
1869 року в порозумінні з першим маршалком Галицького сейму князем Леоном Людвиком Сапегою (з ним зблизився під час польського повстання 1863 року) та міністром закордонних справ графом Фрідріхом Фердинандом Байстом (основний інспіратор акції, обраним до Галицького сейму Торгово-промисловою палатою Бродів) виступив у Сеймі з резонансною промовою про польсько-українську співпрацю на основі католицької духовности. Сейм обрав спеціяльну комісію в справі польсько-українського порозуміння, але акція зазнала краху на цій сесії; закінчилась скандальним обговоренням рубрики крайового бюджету про 3000 золотих ринських для театру «Руської бесіди». 1870 року Лаврівський Юліан опинився в ізоляції. Прихильник угодовської політики з поляками.
Під час Революції 1848—1849 років в Австрійській імперії належав до «Руського Собору». В 1848 брав участь у роботі Собору Руських Вчених, очолював засідання правничої секції.
Виступав за досягнення українсько-польського компромісу в Галичині, відстоював рівноправ'я українців в усіх сферах суспільно-політичного життя та крайової адміністрації.
Відома фраза Юліана Лаврівського, що

«поляків і українців і смерть сама не розлучає, бо і гроби маєм спільні»

яку він сказав у Галицькому сеймі під час обґрунтування в 1869 році проєкту українсько-польської угоди. Проєкт передбачав — у відповідь на відмову українців від вимоги адміністративного поділу Галичини за національною ознакою (на польську й українську провінції) — надати їм широкі права в галузі адміністрації та освіти. Лаврівський, віцемаршалок крайового сейму, був тоді однією з найвпливовіших постатей української політики в Галичині. Цивілізаційний орієнтир для галицьких і наддніпрянських українців на найближче майбутнє він бачив у польській культурі та організаційних взірцях польського національного руху.
Народовці (українофіли) використовували його впливи у польських і австрійських урядових колах для леґітимації свого місця в політичному спектрі Галичини. Протягом 1870—1873 років очолював культурно-освітнє товариство «Просвіта». Лаврівський, як посол Галицького сейму і голова «Просвіти», активно домагався відкриття кафедри історії України у Львівському університеті, запровадження навчання українською мовою у всіх класах Академічної гімназії у Львові (вдалося реалізувати в 1874), сприяв розповсюдженню українських підручників на Буковині і Закарпатті, та налагодженню культурних зв'язків з Підросійською Україною, дбав про створення при товаристві стипендійних фондів та розвиток благодійної діяльности.
У 1870 році Лаврівський заснував народовецьку газету «Основа», що видавалася у Львові (1870—1872 роки, редактори Т. Леонтович і К. Климкевич).
Переклав на українську мову австрійський цивільний кодекс.
Помер 5 травня 1873 року у Львові майже одночасно із дружиною від запалення легень (за іншими даними — від тифу). Першою померла дружина-полька Каміла Лаврівська (на 46-му році життя) — у неділю 22 квітня (4 травня за н. ст.) 1873 р. Через кілька годин, так і не довідавшись про смерть дружини, Юліан Лаврівський (на 53-му році життя) — у понеділок 23 квітня (5 травня). Похорон відбувся у латинському і греко-католицькому обрядах за участі відомих політичних, церковних і культурних діячів Галичини. Поховали подружжя Лаврівських на Личаківському цвинтарі.
Через кілька десятиліть пам'ять про Лаврівського виявилася непотрібною галицьким русинам, які будували національну ідентичність на відмежуванні від польського простору. Могилу подружжя Лаврівських забули разом із тим, як відходила в минуле ідея українсько-польської єдності.
Намагався в політиці реалізувати досягнуту на рівні власної сім'ї гармонію між українською (греко-католицькою) і польською (римо-католицькою) ідентичностями.
Нагороди: орден Леопольда, папський командорський Хрест святого Григорія Великого.

### Сім'я
Дружина — Каміля, до шлюбу Малевська (пол. Malewska). Мали шестеро дітей:
- Володимир Лаврівський[6] (1850—1934) — справник (відповідальний секретар),[7] заступник голови, автор Статуту українського товариства «Сокіл» Василя Нагірного,[8] урядник Галицького намісництва у Львові
- Каміла — дружина стрийського адвоката Гілярія[4] Бачинського, пов'язаного з народовцями.[6]
- Стефанія — дружина доктора права Діонісія[4] Ямінського, який опікувався молодшими доньками тестя[6]
- Кароля — дружина Іполита Литвиновича
- Юлія — дружина Богдана Мариняка
- Георгія — дружина Героніма[4] Позаковського.[6]